# درو ۲۳۴۵۲
سیارک ۲۳۴۵۲ (به انگلیسی: 23452 Drew، نامگذاری:1988QF) بیست و سه هزار و چهارصد و پنجاه و دومین سیارک کشف شده‌است که در ۱۸ اوت ۱۹۸۸ کشف شد.